# Bhutan Postal Corporation Ltd.
Bhutan Postal Corporation Ltd., або Bhutan Post — компанія в Бутані, офіційний державний оператор поштового зв'язку.

## Історія
До 1996 року поштою в Бутані керував Департамент пошти і телеграфів (англ. Department of Posts and Telegraphs), створений при Міністерстві зв'язку (англ. Ministry of Communications). Відповідно до політики уряду Бутану про надання автономії організаціям, здатним працювати незалежно, 1 жовтня 1996 року була створена Bhutan Postal Corporation Ltd. Згідно із Законом про Bhutan Postal Corporation (англ. Bhutan Postal Corporation Act 1999), прийнятому Національною асамблеєю Бутану в 1999 році, директора корпорації призначаються бутанським урядом, і головою ради директорів є один з міністрів.
З 1969 року Бутан є членом Всесвітнього поштового союзу, а з 1983 року він приєднався до Азіатсько-Тихоокеанському поштовою союзу (англ. Asian Pacific Postal Union).

## Послуги
З 1997 року під керівництвом Bhutan Post знаходяться 17 поштових відділень і два головпоштамта. Бутанська пошта пропонує як звичайні поштові послуги, так і внутрішнє і зовнішнє експрес-обслуговування, а також філателістичне обслуговування, надає безліч фінансових послуг, включаючи грошові перекази та обслуговування Western Union.
Bhutan Post також управляє транспортною мережею в межах країни, яка займається доставкою пошти і пасажирським рухом.
Згідно із Законом про Bhutan Postal Corporation, Bhutan Post має монополію на обробку стандартних листів у межах країни.

## Штаб-квартира
Керівництво компанії розташовано в столиці Бутану Тхімпху, в центральному офісі за адресою:

Bhutan Post Headquarter

GPO Building

Chang Lam

Thimphu, Bhutan

## Випуски поштових марок
У Bhutan Post є контракт з Inter-Governmental Philatelic Corporation, згідно з яким вона зобов'язується проводити (за даними 2004 року) десять спеціальних випусків поштових марок на рік для продажу на світовому ринку, за що Bhutan Post отримує роялті в розмірі $110 000.

## Поштові індекси
У 2010 році компанія Bhutan Post оголосила, що після консультацій з Всесвітнім поштовим союзом в країні вперше вводиться система поштових індексів. Ця система заснована на п'ятизначних поштових кодах.